# Historia Polski (1764–1795)

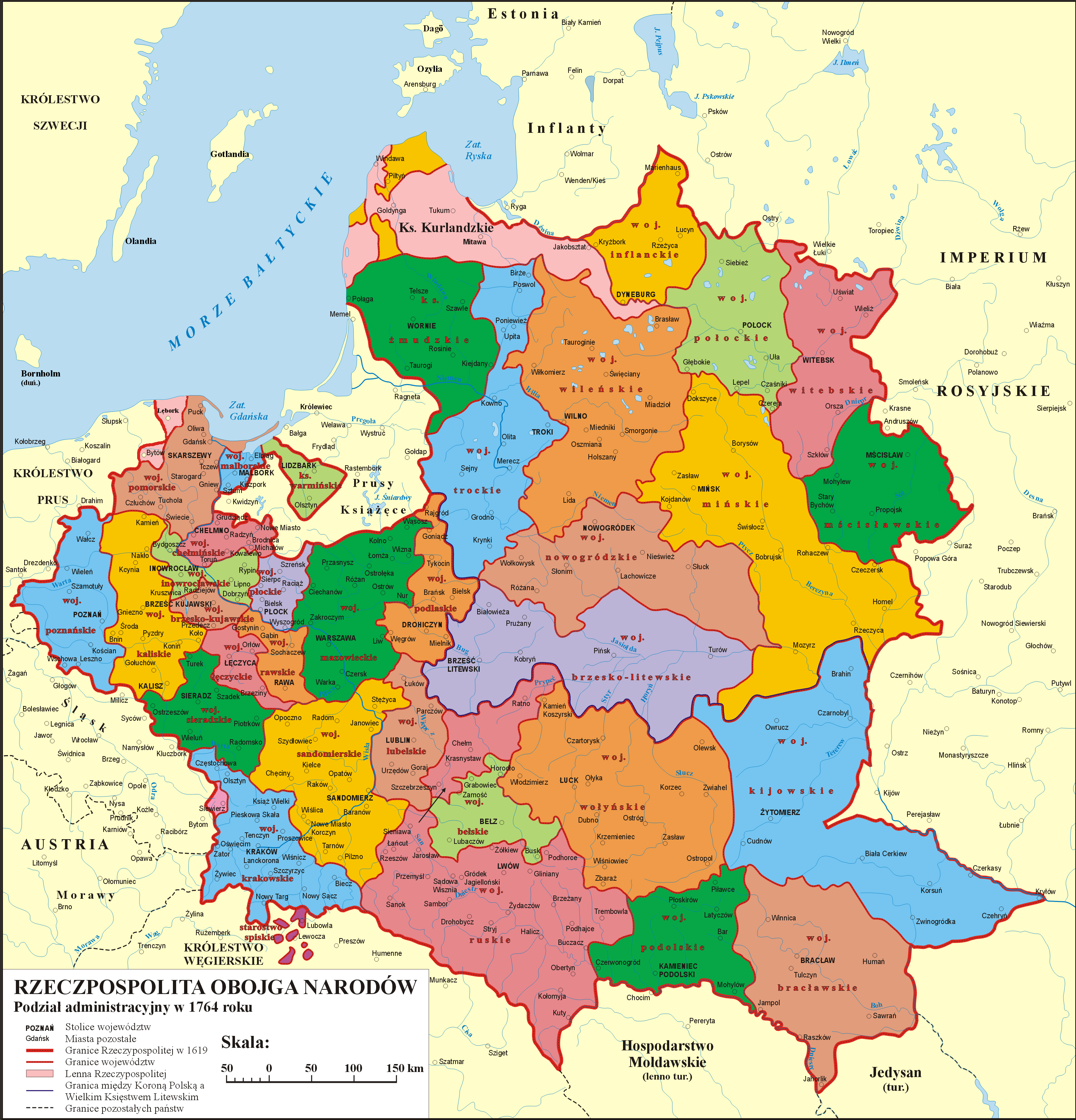
Podział administracyjny Rzeczypospolitej w 1764 roku

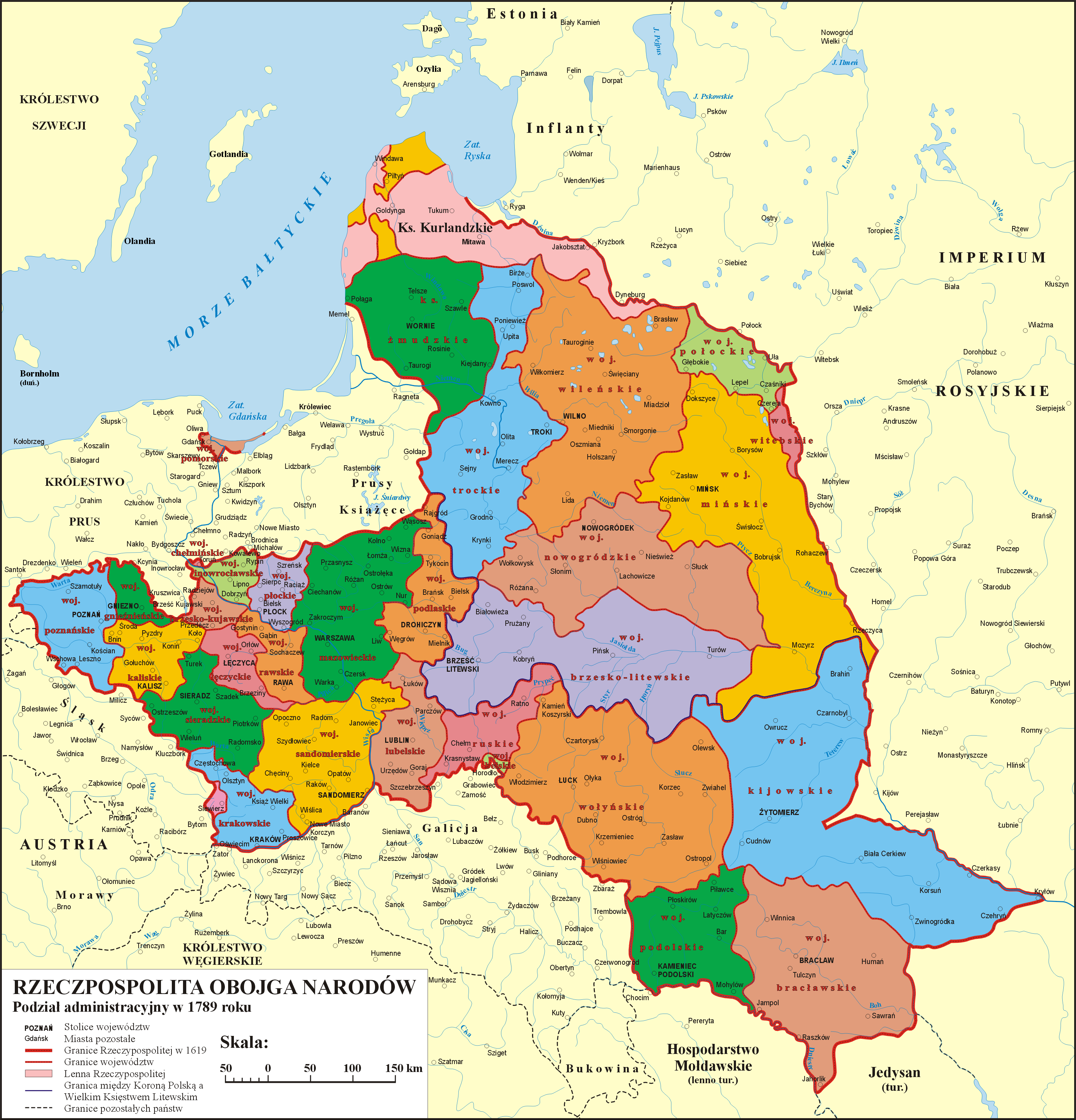
Podział administracyjny Rzeczypospolitej w latach 1773-1793

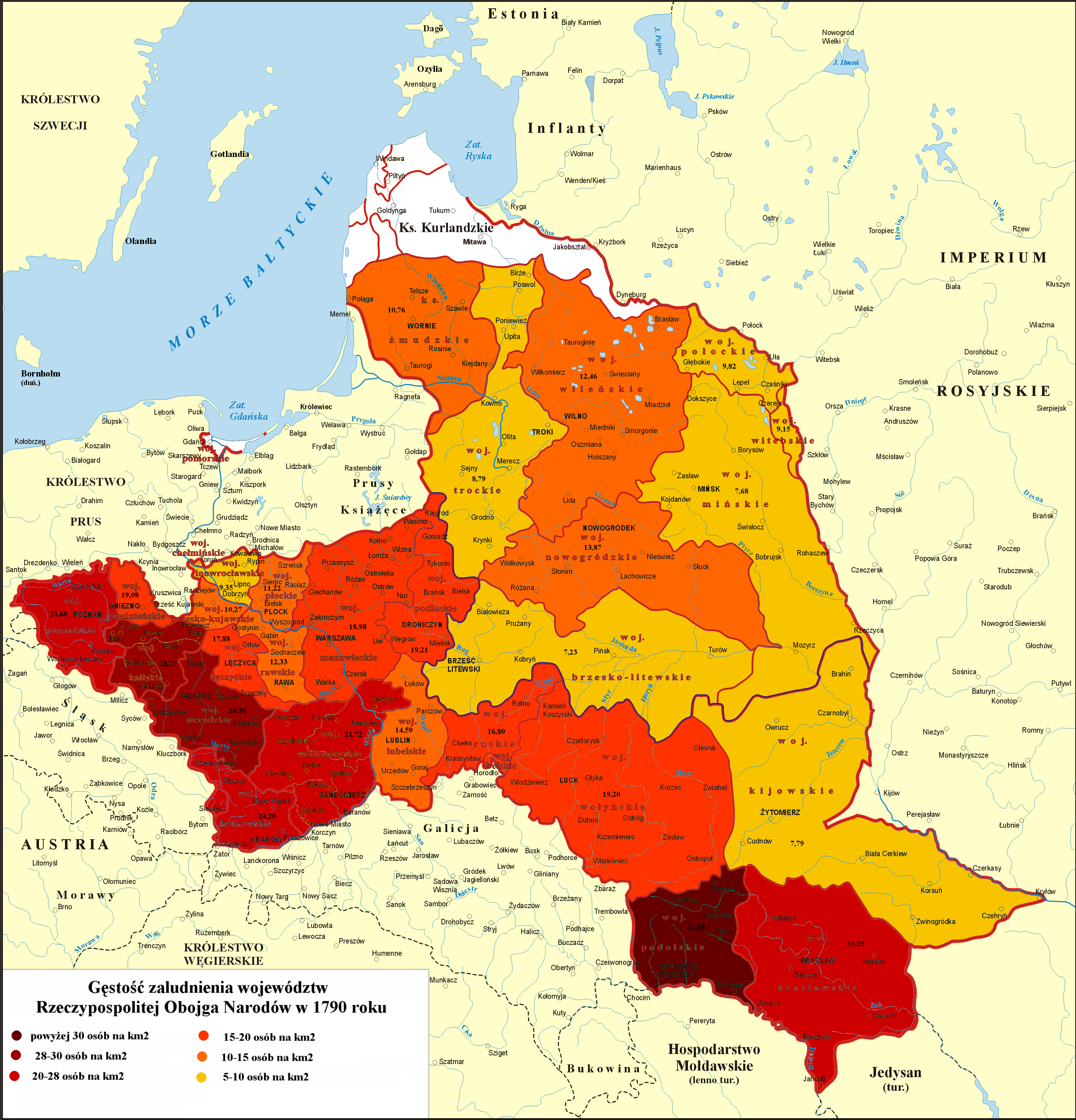
Gęstość zaludnienia według województw w Rzeczypospolitej Obojga Narodów według tabeli Fryderyka Józefa Moszyńskiego z 1790 roku

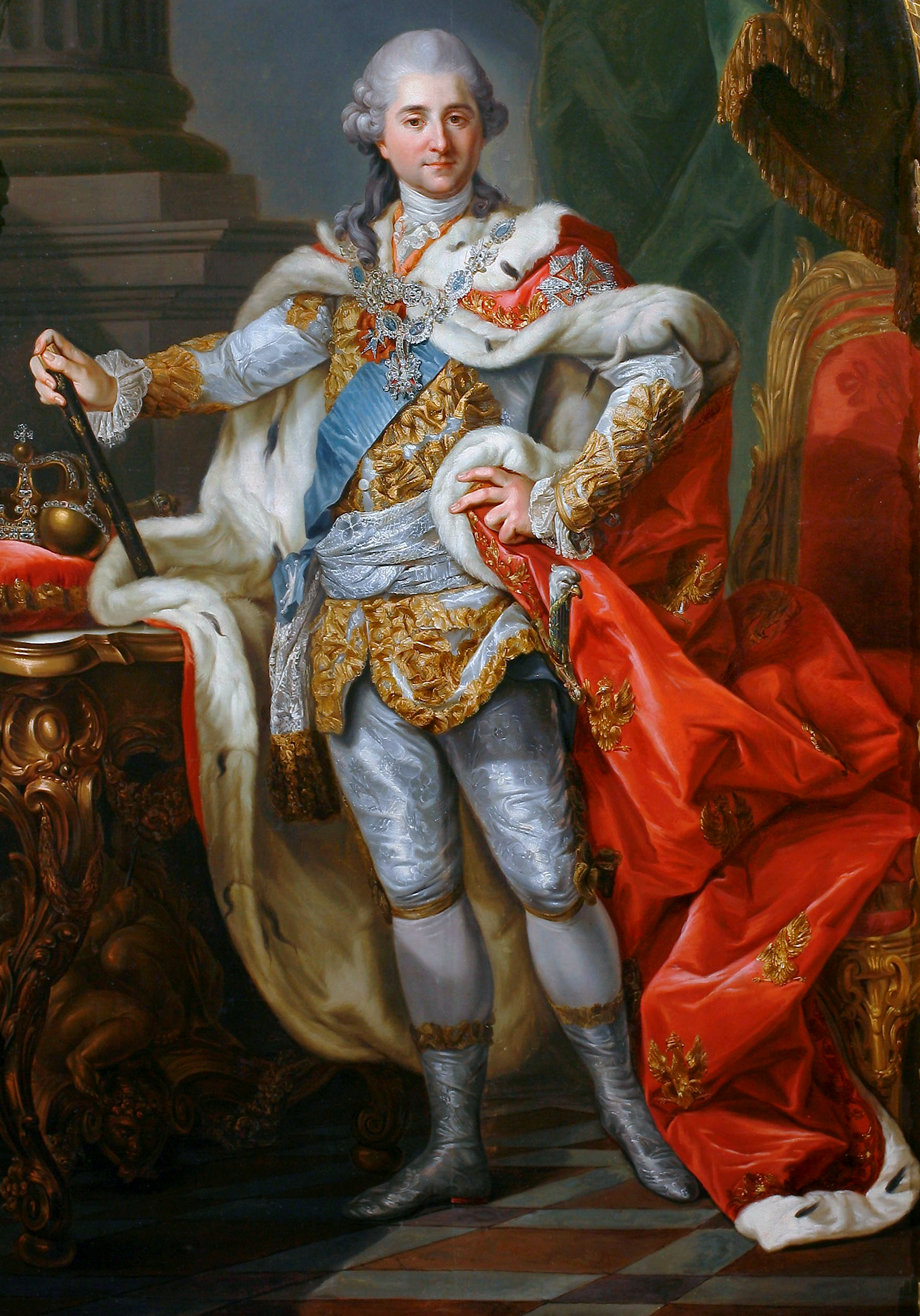
Portret Stanisława Augusta Poniatowskiego w stroju koronacyjnym, obraz Marcello Bacciarellego z 1768

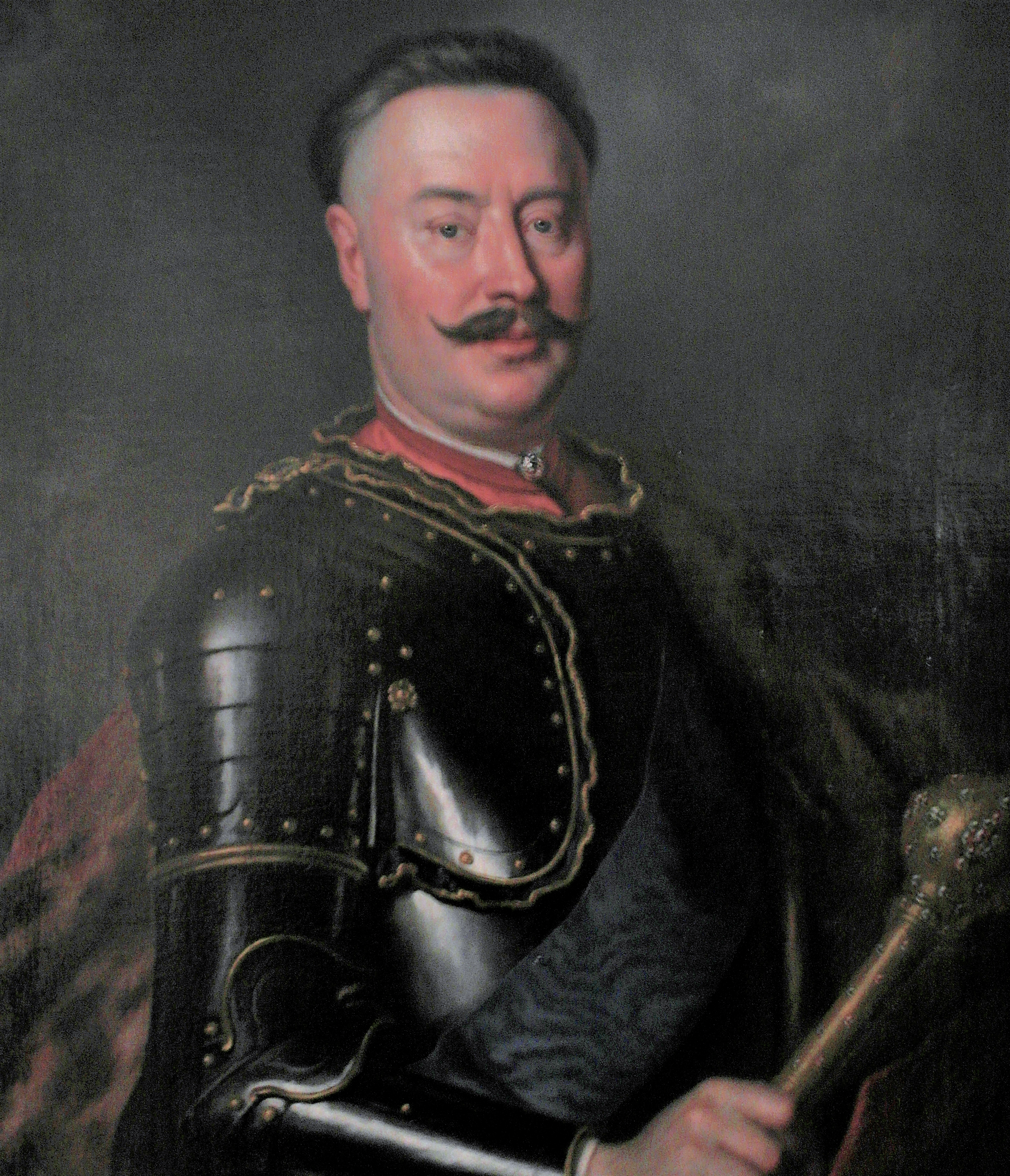
Hetman wielki koronny Jan Klemens Branicki, portret pędzla Augustyna Mirysa, przywódca obozu hetmańskiego był kontrkandydatem Poniatowskiego do korony polskiej

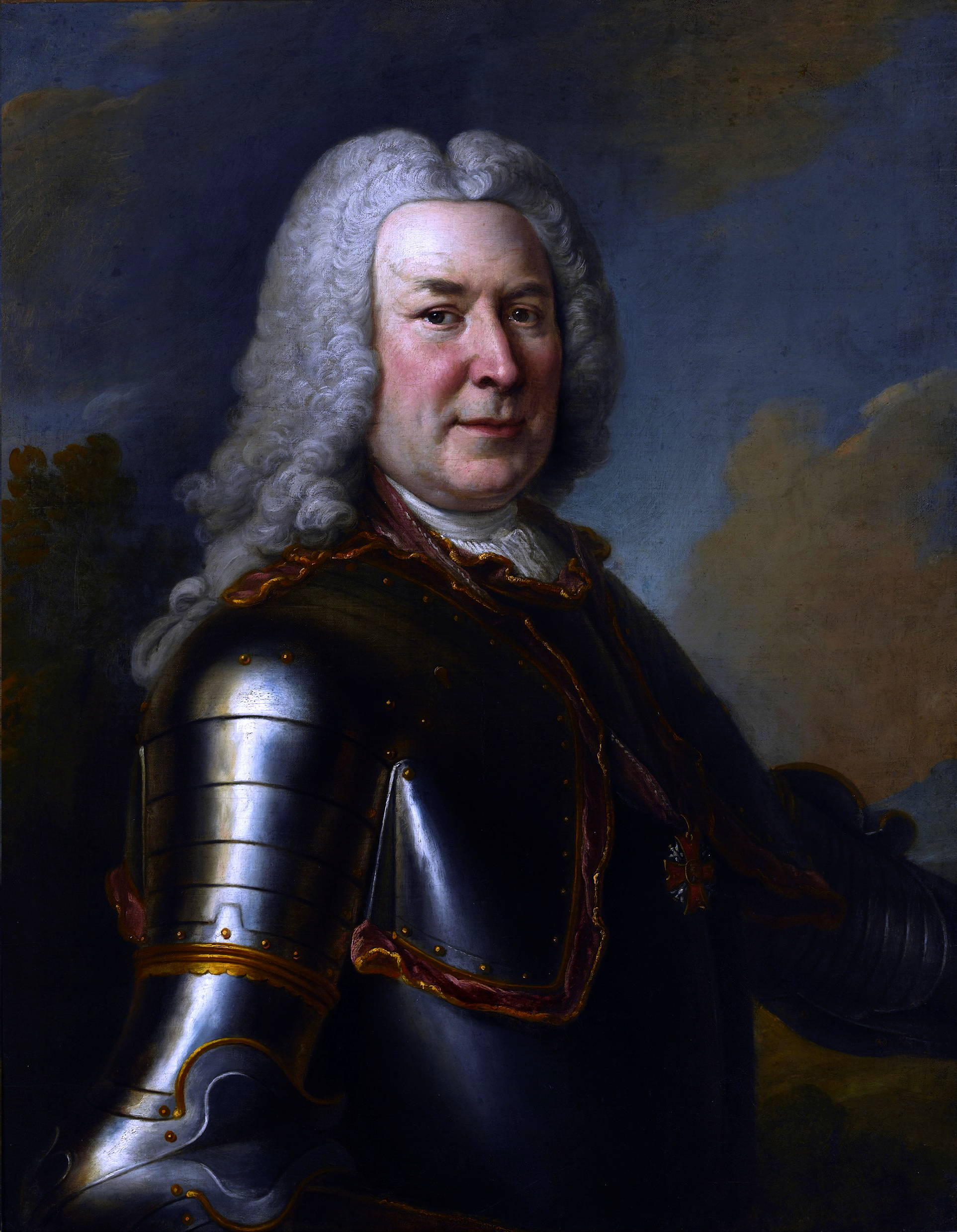
kanclerz wielki litewski Michał Fryderyk Czartoryski, portret pędzla Louis de Silvestre’a, był przywódcą obozu Familii

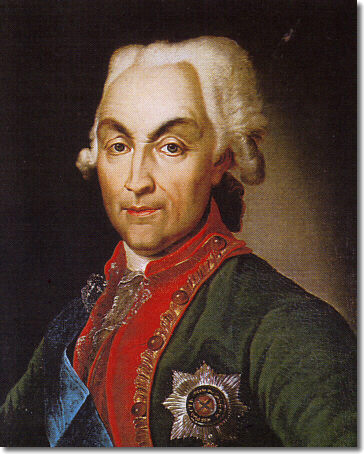
Poseł rosyjski Nikołaj Repnin

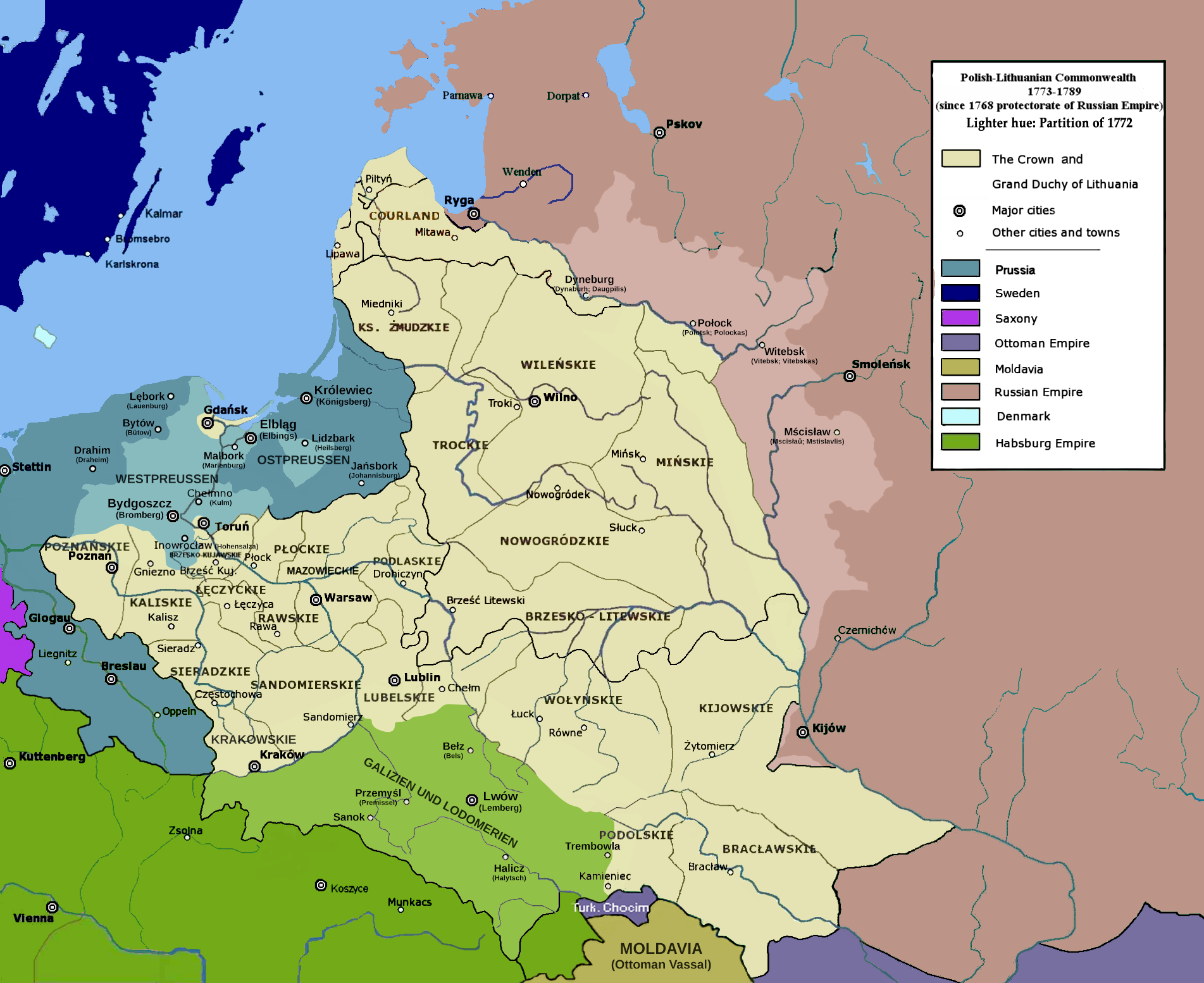
Rzeczpospolita w latach 1773–1789 jako protektorat Imperium Rosyjskiego

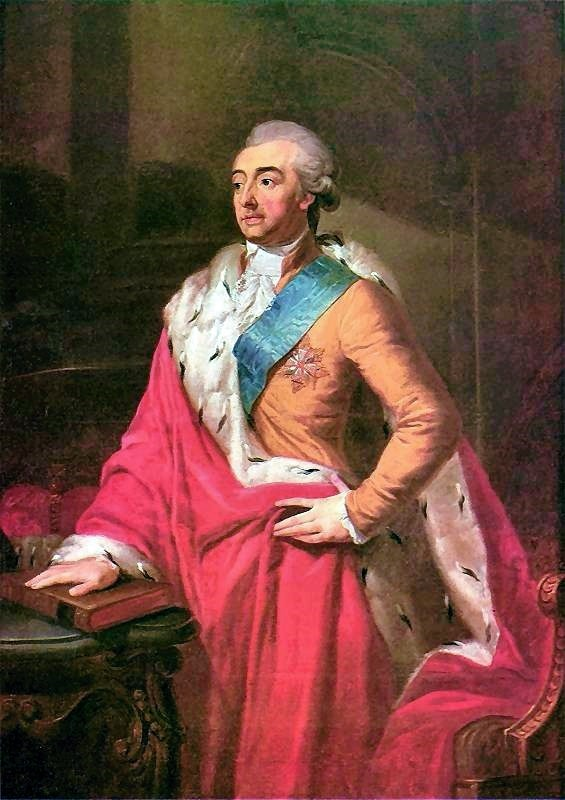
Książę Adam Kazimierz Czartoryski, obraz pędzla Józefa Peszki

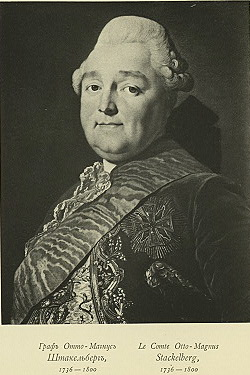
Prokonsul, ambasador rosyjski Otto Magnus von Stackelberg sprawował faktyczną władzę w Rzeczypospolitej po przyjęciu przez nią rosyjskiej gwarancji

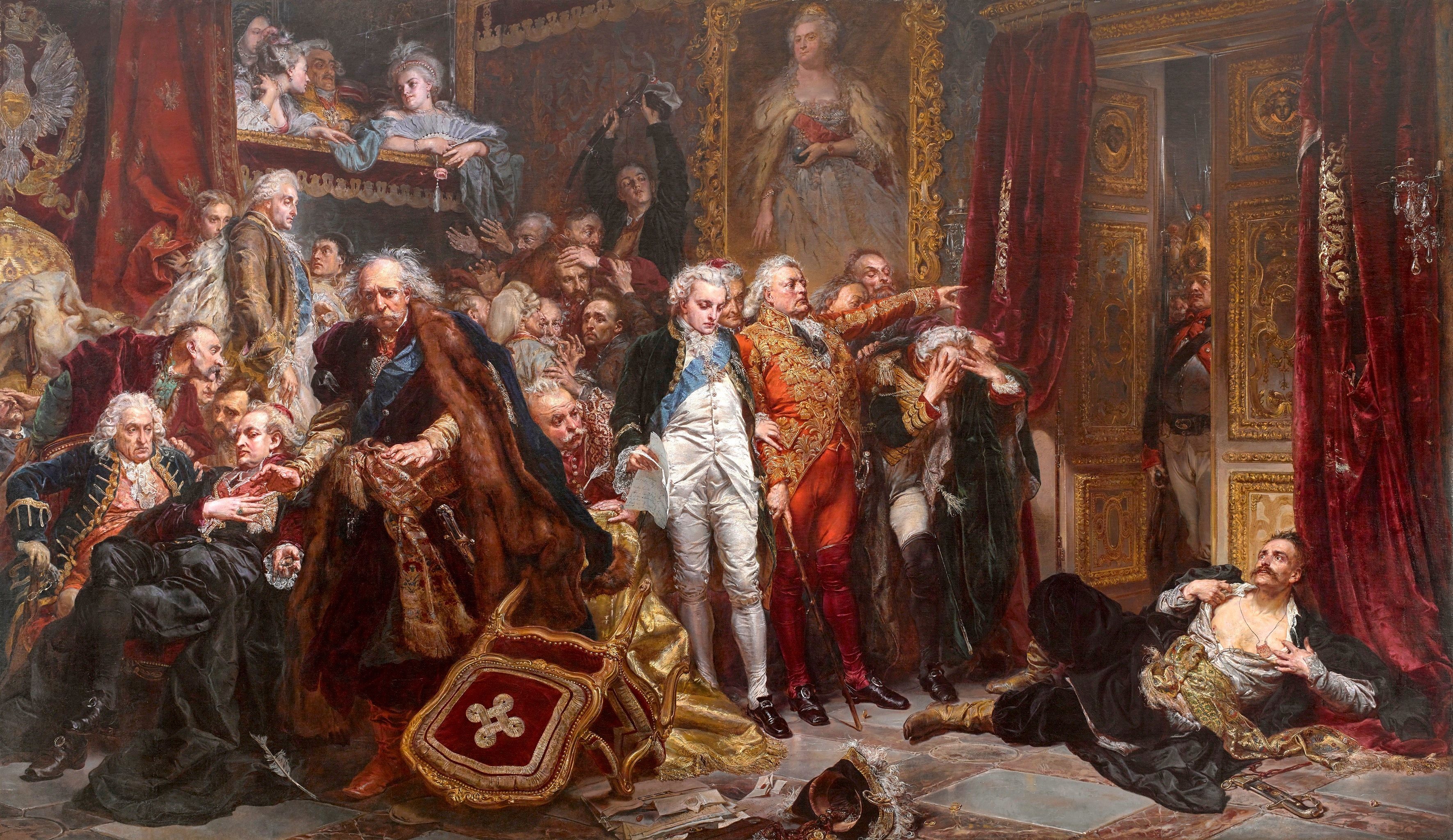
Protest Tadeusza Reytana na Sejmie Rozbiorowym 1773–1775, na obrazie Jana Matejki

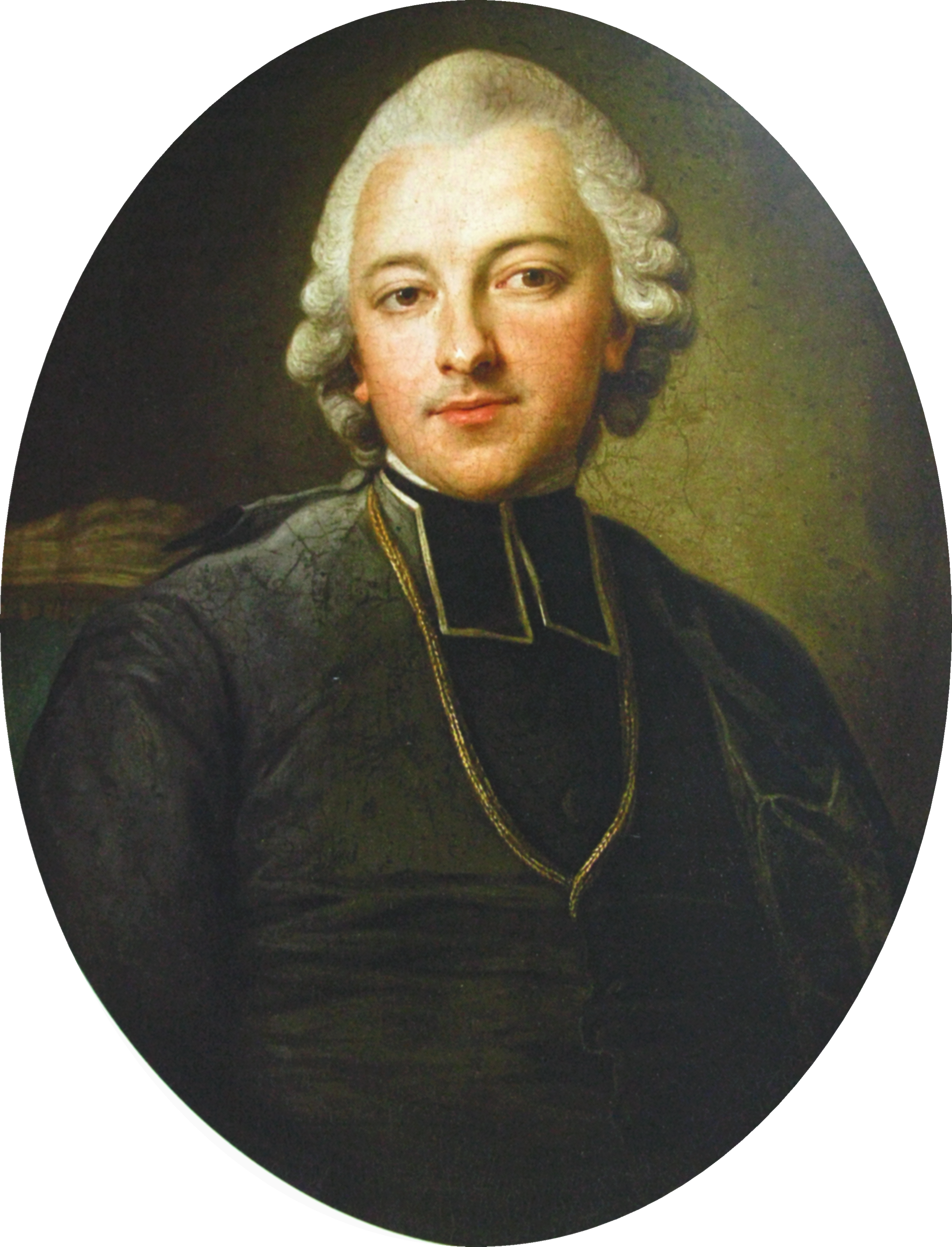
Ignacy Krasicki, portret pędzla Per Kraffta (starszego)

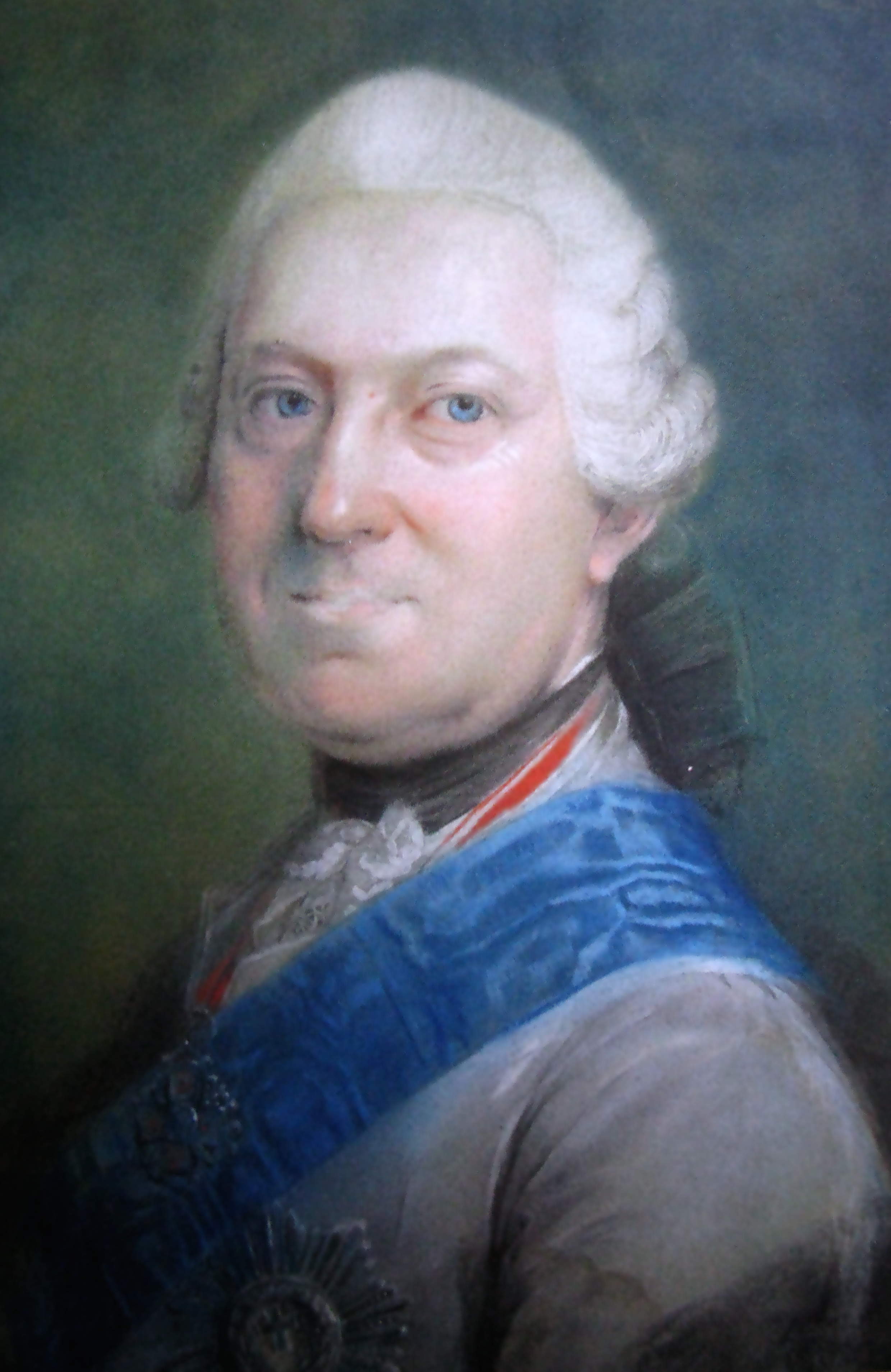
Andrzej Hieronim Zamoyski

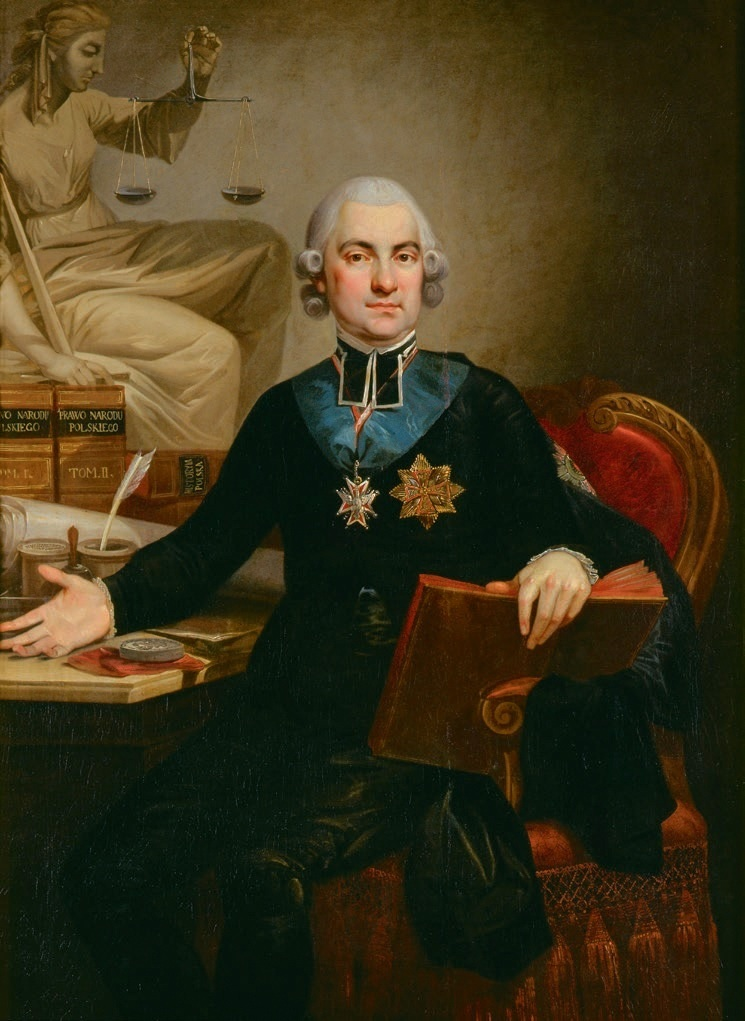
Hugo Kołłątaj, portret pędzla Józefa Peszki

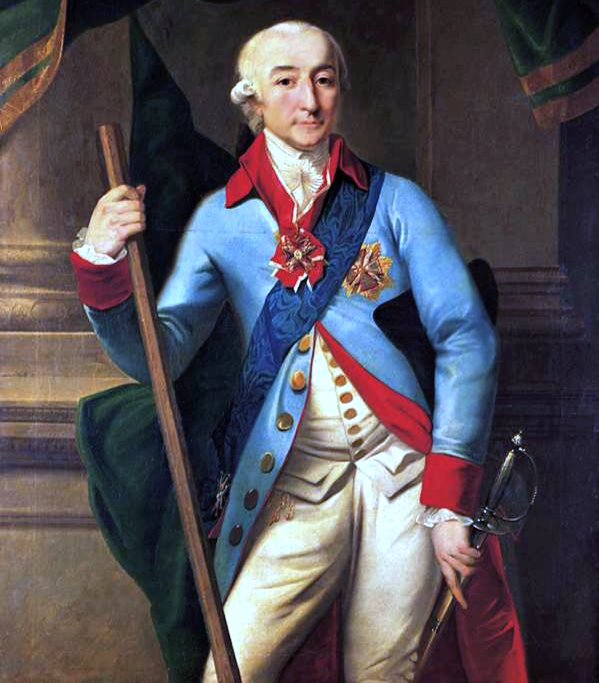
Marszałek Sejmu Czteroletniego Stanisław Małachowski, obraz pędzla Józefa Peszki

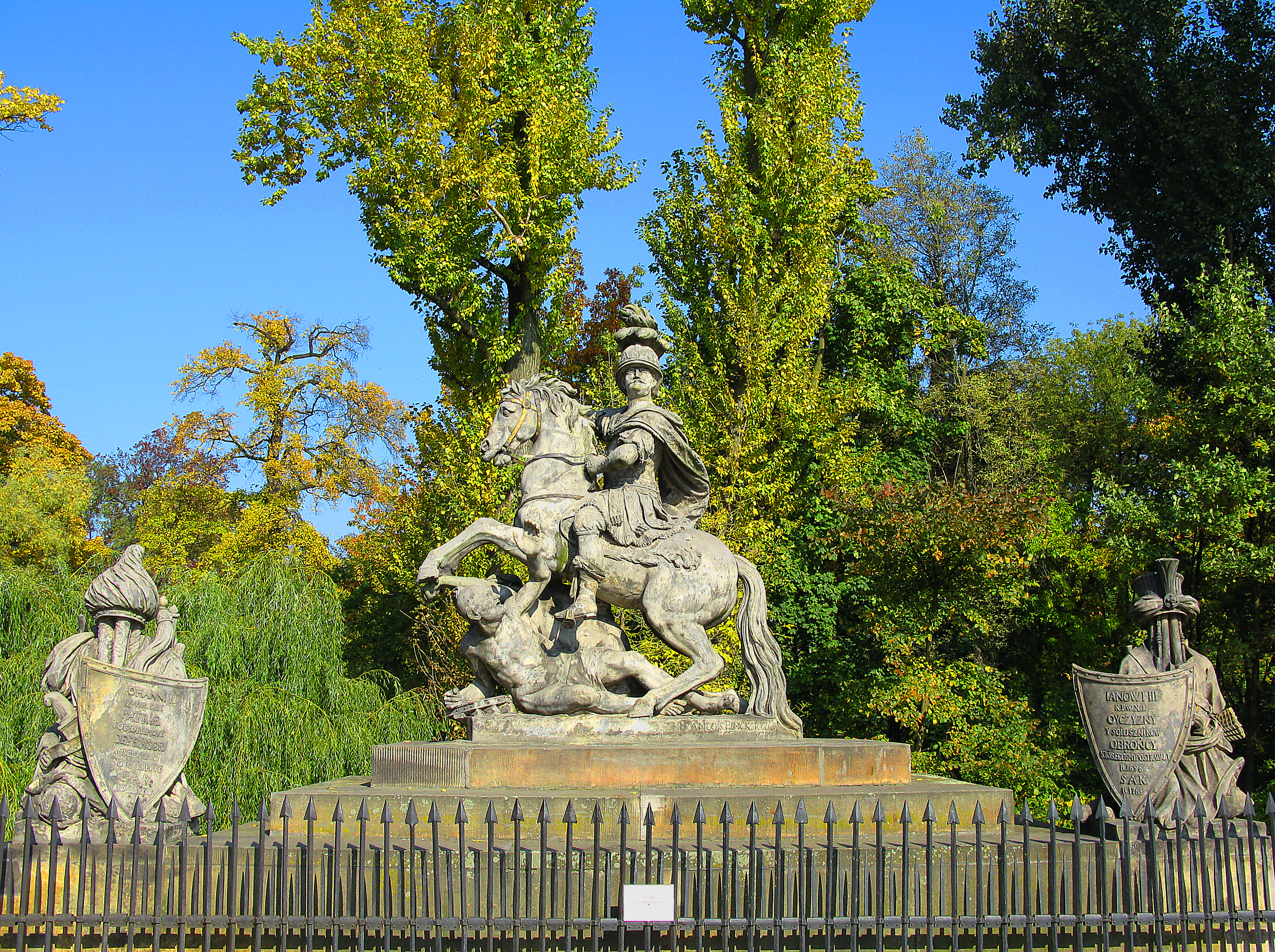
Pomnik Jana III Sobieskiego w Warszawie, ufundowany przez Stanisława Augusta w 1788 roku

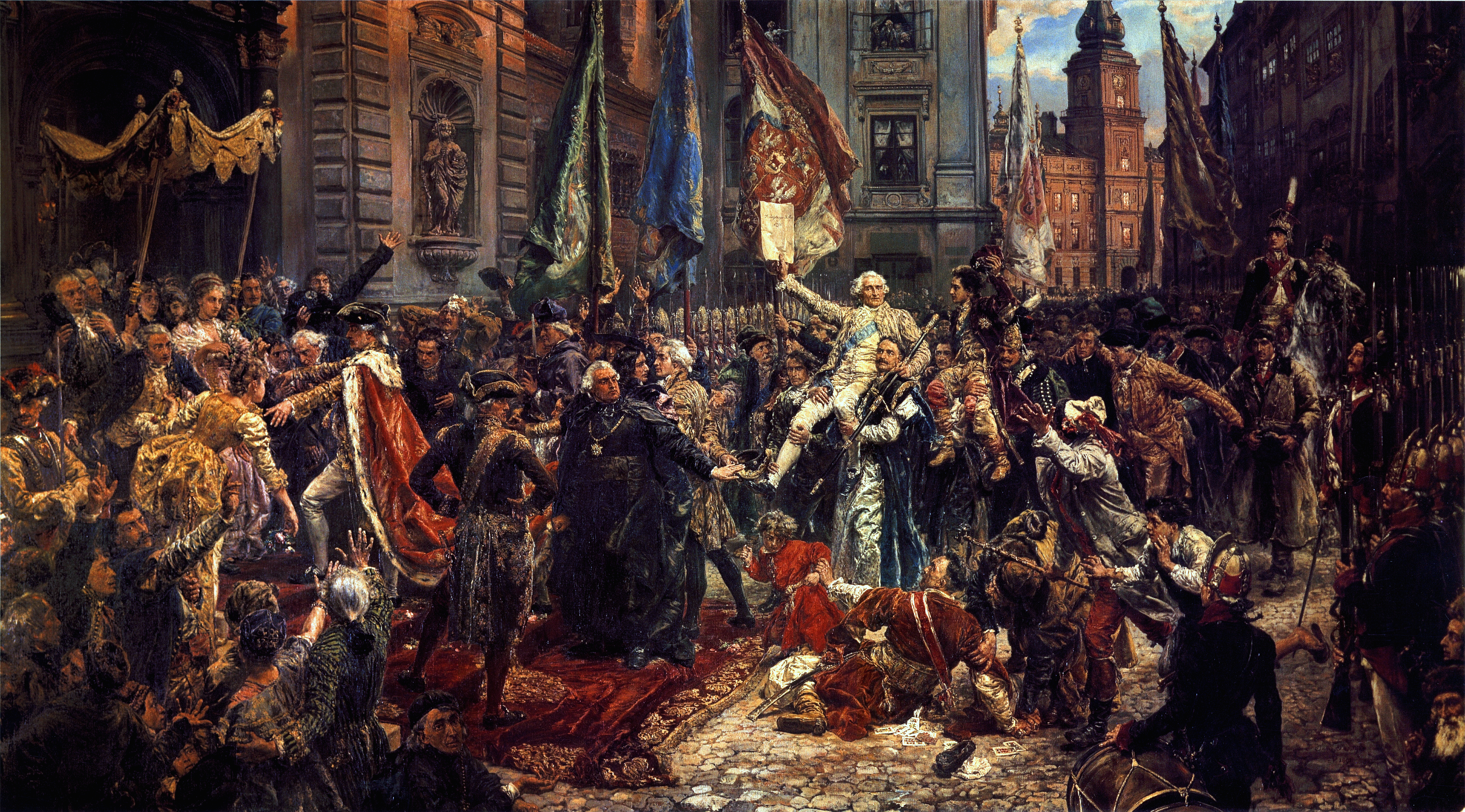
Konstytucja 3 Maja 1791 roku, obraz pędzla Jana Matejki

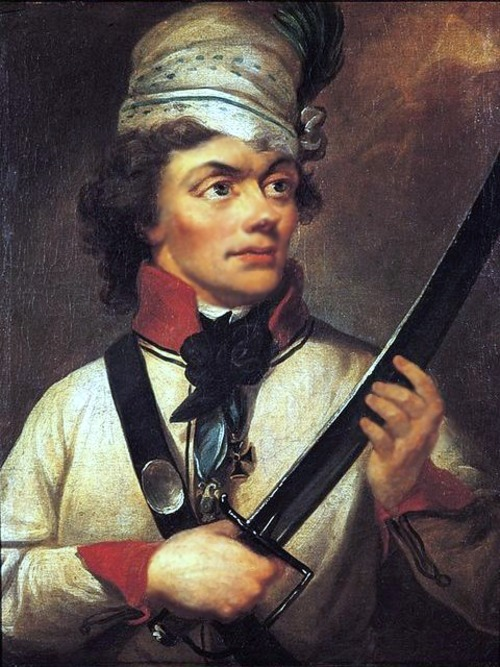
Tadeusz Kościuszko, Najwyższy Naczelnik Siły Zbrojnej Narodowej, obraz pędzla Kazimierza Wojniakowskiego

Historia Polski 1764–1795, historia Polski w czasach stanisławowskich – historia Rzeczypospolitej Obojga Narodów od wyniesienia na tron króla Stanisława Augusta Poniatowskiego w 1764 roku do likwidacji państwa w wyniku III rozbioru Polski w 1795 roku.
Imperium Rosyjskie i Królestwo Prus wspólnie przeprowadziły w 1764 roku elekcję Stanisława Augusta Poniatowskiego. Zamach stanu dokonany przez zamierzającą przeprowadzić reformy ustrojowe Familię Czartoryskich poparło wkroczenie wojsk rosyjskich. W wyniku zręcznej polityki cesarzowej Katarzyny II, której udało się podzielić związany z Poniatowskim obóz reform i przeciwstawić mu konserwatywny obóz magnacko-republikancki Rzeczpospolita zmuszona została zawrzeć z Rosją w 1768 roku traktat gwarancyjny, mocą którego stała się protektoratem rosyjskim. Po stłumieniu przez wojska królewskie i rosyjskie zawiązanej w obronie niepodległości konfederacji barskiej, Rosja, Prusy i Austria przeprowadziły w 1772 I rozbiór Polski, potwierdzając w 1775 roku traktat gwarancyjny. Rzeczywistą władzę w państwie sprawowali kolejni rosyjscy przedstawiciele dyplomatyczni, bez zgody których Stanisław August nie mógł podejmować żadnych ważnych decyzji politycznych. Według słów polskiego posła w Petersburgu Antoniego Augustyna Debolego w stosunku do Rzeczypospolitej Rosja trzymała się zasady: zostawić Polskę przy życiu, ale aby zawsze konała. Podjęta przez Sejm Czteroletni w korzystnym położeniu międzynarodowym Rzeczypospolitej próba reform, zakończyła się po zrzuceniu rosyjskiego protektoratu w 1789 roku i uchwaleniem Konstytucji 3 maja 1791 roku. Dzieło to obaliła jednak rosyjska interwencja 1792 roku, popierająca konfederację targowicką. Przeprowadzony przez Prusy i Rosję II rozbiór Polski w 1793 roku znacznie zmniejszył terytorium Rzeczypospolitej. Insurekcja kościuszkowska 1794 roku była ostatnią nieudaną próbą ratowania niepodległości państwa, zakończoną III rozbiorem przeprowadzonym przez Austrię, Rosję i Prusy w 1795 roku, abdykacją Stanisława Augusta i formalnym wykreśleniem Rzeczypospolitej z mapy politycznej Europy.

## Tło międzynarodowe elekcji
Po zakończeniu w 1763 roku wojny siedmioletniej nastąpiło zbliżenie Rosji i Prus w ramach tzw. systemu północnego. Ich przeciwwagę stanowiły państwa południowe: Francja, Hiszpania, Austria i Imperium Osmańskie. Już po śmierci Augusta III w 1763 roku, Rosja w grudniu tego roku zaproponowała Prusom w zamian za przymierze rozbiór Rzeczypospolitej. Wspólne popieranie przez oba państwa do korony polskiej Stanisława Poniatowskiego przypieczętowało zawarte w 11 kwietnia 1764 roku przymierze rosyjsko-pruskie, którego tajny artykuł zakładał udzielenie pomocy zbrojnej Rosji przez Prusy w przypadku, gdyby jakieś mocarstwo europejskie poparło zbrojnie przeciwnika Poniatowskiego. Katarzyna II zdecydowana była także żądać uznania przez Rzeczpospolitą Ernesta Jana Birona, którego z pomocą zbrojną zainstalowała w lennym Księstwie Kurlandii i Semigalii. Naturalnymi kandydatami do polskiej korony byli polscy królewicze: Franciszek Ksawery Wettyn i Karol Krystian Wettyn. Jednak Francja i Austria porzuciły ich kandydatury gdy Turcja, obawiająca się wzrostu wpływów austriackich w przypadku zachowania na polskim tronie dynastii saskiej, opowiedziała się za kandydaturą Piasta. Przeciwny wpływom rosyjskim obóz magnacko-republikancki wysunął kandydaturę hetmana wielkiego koronnego Jana Klemensa Branickiego. Austria i Francja opowiedziały się jedynie za niczym nie skrępowaną wolną elekcją, bez określania warunków, jakie miał spełnić kandydat.

## Zamach stanu Czartoryskich w 1764 roku, wkroczenie wojsk rosyjskich
Jeszcze za życia Augusta III, w 1763 roku, Czartoryscy przygotowywali zamach stanu przy zawiązaniu konfederacji, która przy rosyjskiej pomocy pozwoliłaby im przeprowadzić program reform.
Postanowili wykorzystać nadarzającą się okazję i z poparciem wojsk rosyjskich narzucić reformy, w chwili gdy przeciwna partia hetmańska (magnacko-republikancka) pozbawiona była wydatnej pomocy zagranicznej.
Już na wieść o bezkrólewiu przesunięto w rejon Kurlandii i Smoleńska 30-tysięczny korpus wojsk rosyjskich. Rosja zmobilizowała w czasie polskiego bezkrólewia 100 tysięcy żołnierzy. Na prośbę przywódców Familii Andrzeja Zamoyskiego i Augusta Aleksandra Czartoryskiego w granice Rzeczypospolitej wkroczyły wojska rosyjskie.

## Wojna domowa w Rzeczypospolitej w 1764 roku
Obecność wojsk Katarzyny II zakłóciła w wielu miejscach przebieg sejmików, niejednokrotnie zakończonych krwawymi starciami. 16 kwietnia koniuszy wielki litewski Michał Brzostowski zawiązał konfederację Wielkiego Księstwa Litewskiego. Dla poparcia konfederacji w granice Rzeczypospolitej bez zgody jej władz wkroczyły dwie kolumny wojsk rosyjskich w sile 7–8 tysięcy żołnierzy. Pod ich osłoną zawiązywano konfederacje wojewódzkie, niejednokrotnie zmuszając siłą szlachtę do przystąpienia. Stronnictwo hetmańskie wystosowało protest do dworów europejskich przeciwko wkroczeniu do Rzeczypospolitej wojsk rosyjskich.

## Sejm konwokacyjny 1764 roku
22 senatorów i 46 posłów z partii hetmańskiej zaniosło protest o pogwałcenie prawa międzynarodowego i odmówiło udziału w sejmie konwokacyjnym, obradującym w chwili, gdy Warszawa otoczona była przez wojska rosyjskie. Czartoryscy uznali sejm jako skonfederowany i kontynuowali obrady. Sejm przeprowadził ograniczone reformy ustrojowe: wprowadzono zakaz przysięgania posłów na instrukcje, kwestie skarbowe miano głosować większością głosów, utworzono komisje skarbowe koronną i litewską, ograniczono władzę hetmanów w Koronie przez ustanowienie komisji wojskowej. Zniesiono cła prywatne, uchwalono lustrację królewszczyzn, wprowadzając cło generalne. Jednocześnie sejm konwokacyjny zatwierdził tytuł króla Prus, wyznaczył komisję do uznania tytułu imperatorowej rosyjskiej, zatwierdził Birona w Kurlandii.
Stronnicy partii hetmańskiej po stawieniu oporu wojskom rosyjskim, wyparci zostali poza granice Rzeczypospolitej.

## Elekcja i koronacja Stanisława Augusta Poniatowskiego
Sejm elekcyjny otwarty 27 sierpnia 1764 roku przyznał tytuł imperatorski Katarzynie II, a 7 września dokonał elekcji Poniatowskiego, którą podpisały 5584 osoby. Koronacji dokonano 25 listopada. W grudniu sejm koronacyjny odbyty w Warszawie przyznał braciom królewskim tytuły książęce, rozdał wakujące urzędy wyłącznie zwolennikom Czartoryskich. Węzeł konfederacji generalnej utrzymano na nieokreślony przeciąg czasu.

## Próba reform
W 1765 roku Stanisław August utworzył Szkołę Rycerską w Warszawie, której komendantem został książę Adam Kazimierz Czartoryski. Król w 1765 utworzył Order Świętego Stanisława, który nadawany był jego stronnikom. Książę Michał Kazimierz Ogiński budował kanał, który miał połączyć przez Jasołdę i Szczarę rzeki Niemen i Dniepr. W 1766 roku utworzono Komisję Menniczą, która pracowała nad poprawą monety i doprowadziła do otwarcia mennicy państwowej. Wojewódzkie komisje porządkowe zajmowały się podnoszeniem miast z upadku. Wprowadzenie cła generalnego spotkało się jednak z kontrakcją Prus, które ustanowiły w 1765 roku w Kwidzynie komorę celną zmuszając statki polskie do opłaty 10% cła. Król Prus Fryderyk II Wielki odstąpił od represaliów dopiero dzięki mediacji rosyjskiej i zobowiązaniu Stanisława Augusta do wycofania cła generalnego.

## Sejm Czaplica 1766
Wobec wspólnego nacisku posła pruskiego Gédéona Benoît i rosyjskiego Nikołaja Repnina, sprzeciwiających się wprowadzeniu głosowania większością w komisjach skarbowych, przy równoczesnych żądaniach obozu saskiego rozwiązania konfederacji, Czartoryscy zmuszeni byli zrezygnować z części swych projektów reform. Wprowadzono czopowe-szelężne zamiast cła generalnego, zreformowano sąd asesorski.

## Sprawa dysydencka
Rosja i Prusy wspólnie wystąpiły żądając od Rzeczypospolitej równouprawnienia dysydentów (protestantów i prawosławnych). Pod osłoną wojsk rosyjskich utworzono różnowiercze konfederacje toruńską i słucką, dążące do przyznania szlachcie innowierczej pełni praw politycznych. Z poduszczenia posła rosyjskiego Nikołaja Repnina szlachta katolicka zawiązała konfederację radomską dla przywrócenia dawnych swobód szlacheckich. Pod groźbą użycia wojsk rosyjskich konfederaci radomscy zostali jednak zmuszeni do wysłania do Katarzyny II swych przedstawicieli, z prośbą o gwarancję ustroju Rzeczypospolitej.

## Sejm repninowski 1767-1768, protektorat rosyjski 1768
W wyniku rosyjskiego przymusu na sejmikach przedsejmowych, uchwalono instrukcje dla posłów, w których znajdował się punkt o przyznaniu praw innowiercom. Sejm delegacyjny rozpoczął obrady pod węzłem konfederacji radomskiej, co uniemożliwiało zerwanie go przy użyciu liberum veto. Sejm pod kontrolą Repnina miał wyłonić delegację, która miała przeprowadzić żądane zmiany ustrojowe. Próbę oporu w obronie wiary katolickiej podjął biskup krakowski Kajetan Ignacy Sołtyk. Sejm odbywał się w czasie, gdy wojska rosyjskie otoczyły Warszawę. Repnin sterroryzował posłów, rozkazując porwać przywódców konfederacji radomskiej, nie godzących się na dyktat rosyjski: biskupa krakowskiego Kajetana Sołtyka, biskupa kijowskiego Józefa Andrzeja Załuskiego, hetmana polnego koronnego Wacława Rzewuskiego i jego syna Seweryna, którzy na 5 lat zostali zesłani do Kaługi. Delegacja sejmowa uchwaliła 26 lutego 1768 roku prawa kardynalne, podstawowe, niezmienne zasady ustrojowe Rzeczypospolitej, których jedynym gwarantem stało się Imperium Rosyjskie. Katarzyna II zagwarantowała także prawa przyznane dysydentom.

## Konfederacja barska
29 lutego 1768 roku w Barze na Podolu szlachta zawiązała antyrosyjską konfederację, dla obrony wiary katolickiej i niepodległości Rzeczypospolitej. Do konfederacji przyłączały się kolejne województwa prowincji małopolskiej. Stanisław August wyraził zgodę, by stłumiły ją wojska rosyjskie wraz z wojskami Rzeczypospolitej. Jednocześnie na Ukrainie wybuchł bunt hajdamaków, kozaków i chłopów pańszczyźnianych, zwrócony przeciwko Polakom. Do konfederacji barskiej przystępowały rzesze szlachty, a wkrótce objęła ona Wielkopolskę i Litwę. Konfederaci korzystali z francuskiej pomocy finansowej i wojskowej, a w czasie trwania wojny rosyjsko-tureckiej (1768–1774) chronili się na terytorium Imperium Osmańskiego. Obóz konfederatów był jednak wewnętrznie skłócony, próbą ratowania jedności był ogłoszony przez generalność konfederacji 22 października 1770 akt bezkrólewia. Porwanie Stanisława Augusta dokonane przez konfederatów 3 listopada 1771 roku ostatecznie skompromitowało konfederację w oczach europejskich dworów.

## I rozbiór Polski 1772
Podpisanie traktatów, dotyczących I rozbioru Rzeczypospolitej nastąpiło w Petersburgu 5 sierpnia 1772 roku.
18 września 1772 roku Rosja, Austria i Prusy notyfikowały Rzeczypospolitej fakt rozbioru, żądając zwołania sejmu dla przeprowadzenia cesji. Opór łamały groźby i dokuczliwa okupacja kraju przez wojska trzech mocarstw.

## Sejm Rozbiorowy 1773–1775
W celu legalizacji dokonanego rozbioru, dyplomaci 3 państw zaborczych doprowadzili do zwołania sejmu. Dla zabezpieczenia jego dzieła, zawiązano konfederację, której marszałkiem został Adam Poniński. Po złamaniu opozycji kilku posłów, m.in. Tadeusza Reytana, wyłoniono 99-osobową delegację, składającą się z całkowicie zaufanych i kontrolowanych przez państwa ościenne posłów i senatorów, której zadaniem było podpisanie traktatów cesyjnych. 18 września 1773 delegacja podpisała traktaty podziałowe z przedstawicielami mocarstw. Sejm wprowadził też zmiany ustrojowe, powołując Radę Nieustającą przy królu. Fundusze skasowanego zakonu jezuitów przyznano Komisji Edukacji Narodowej. Ponadto sejm ustalił jednolity podatek, przywrócił cła generalne, ograniczył w znacznym stopniu władzę hetmanów i unowocześnił strukturę wojska. Szlachta uzyskała prawo zajmowania się handlem, rzemiosłem i bankowością, wreszcie zapowiedziano ulżenie doli chłopstwa. Wszystkie konstytucje tego sejmu zostały objęte gwarancją rosyjską.

## System rządów królewsko-ambasadorskich 1775–1788
Po narzuceniu Rzeczypospolitej gwarancji ustrojowych w 1775 roku, ambasador rosyjski Otto Magnus von Stackelberg stał się faktycznym współrządcą państwa. W Radzie Nieustającej zawiązano konfederację Andrzeja Mokronowskiego i Andrzeja Ogińskiego. Sejm 1776 roku wzmocnił władzę Rady Nieustającej nad ministrami, zniósł Komisje Wojskowe, ograniczył kompetencje hetmanów, oddał zwierzchność nad wojskiem Departamentowi Wojskowemu Rady Nieustającej, powierzył zupełną kontrolę nad majątkiem pojezuickim Komisji Edukacji Narodowej. Król odzyskał prawo nadawania wszystkich szarż wojskowych.
Kanclerz Andrzej Zamoyski podjął nieudaną próbę kodyfikacji praw Rzeczypospolitej, odrzuconą przez sejm 1780 roku. Intryga Dugrumowej ostatecznie poróżniła opozycję i króla. Zjazd Stanisława Augusta z Katarzyną II w Kaniowie w 1787 roku nie doprowadził do rosyjskiej zgody na wyprowadzenie Rzeczypospolitej ze stanu nieczynności.

## Sejm Czteroletni
Rosja osłabiona wojną toczoną jednocześnie z Turcją i Szwecją, zagrożona przez Prusy zmuszona została do poprawienia położenia Rzeczypospolitej. Po otwarciu nowego sejmu w 1788 roku, zawiązano konfederację Korony i Wielkiego Księstwa Litewskiego. 19 stycznia 1789 sejm pod laską Stanisława Małachowskiego zniósł Radę Nieustającą. W maju 1789 roku pod presją Prus Rosja ewakuowała swoje wojska i magazyny z terytorium Rzeczypospolitej.
22 czerwca 1789 Sejm uchwalił konstytucję Lustracja dymów i podanie ludności, proklamującą pierwszy spis statystyczny ludności. 29 marca 1790 zawarto sojusz zaczepno-odporny z Prusami, które zobowiązywały się przyjść z pomocą Rzeczypospolitej w razie jej zaatakowania przez Rosję. Zwieńczeniem reform Sejmu Czteroletniego było uchwalenie Konstytucji 3 maja 1791 roku, która zmieniła Rzeczpospolitą z monarchii parlamentarnej w monarchię konstytucyjną, wprowadzając tron dziedziczny.

## Konfederacja targowicka, wojna polsko-rosyjska 1792
Spotkało się to jednak z kontrakcją Rosji, która zaniepokojona była zmianą ustroju Rzeczypospolitej, który gwarantowała od 1768 roku. Zawiązana konfederacja targowicka, występująca w obronie dawnego ustroju, stała się pretekstem do rosyjskiej interwencji. Po złamaniu oporu wojsk Rzeczypospolitej, Stanisław August przystąpił do konfederacji targowickiej. Jej rządy skasowały dzieło Sejmu Czteroletniego.

## II rozbiór Polski
23 stycznia 1793 roku doszło do podpisania traktatu podziałowego Rzeczypospolitej między Rosją i Prusami. Do Wielkopolski wkroczyły wojska pruskie, którym stawiono nikły opór.

## Sejm Grodzieński 1793
W celu przyjęcia przez Rzeczpospolitą narzuconych cesji terytorialnych, zwołano w czerwcu 1793 sejm do Grodna. Sejm obradował w otoczeniu wojsk rosyjskich. Opornych posłów porywano na polecenie. W celu przeprowadzenia rozbioru powołano konfederację grodzieńską (targowicka opowiadała się za niepodzielnością Rzeczypospolitej). Po uprowadzeniu opornych posłów przez posła rosyjskiego Jakoba Sieversa, delegacja sejmowa podpisała traktaty podziałowe.

## Insurekcja kościuszkowska 1794
Ostatnią próbą ratowania niepodległości Rzeczypospolitej była insurekcja 1794 roku, skierowana przeciw Rosji i Prusom. Po początkowym sukcesie powstańców, oba współdziałające mocarstwa stłumiły ją, kładąc kres nadziejom na obronę niezawisłości państwa.

## III rozbiór Polski, abdykacja Stanisława Augusta
24 października 1795 roku Rosja, Prusy i Austria porozumiały się co do likwidacji Rzeczypospolitej. Ostatni król Polski Stanisław August Poniatowski abdykował na rzecz Rosji 25 listopada 1795 roku.

## Gospodarka

### Rolnictwo
Stale rosła produkcja rolna Rzeczypospolitej, wywóz zboża przez Gdańsk rósł nieprzerwanie od czasów saskich. Rolnictwo było jednak w porównaniu z innymi krajami mało wydajne, a wiele gruntów leżało odłogiem.

### Przemysł
Kapitał w przemyśle lokowali przede wszystkim magnaci. Do manufaktur pierwszych fachowców sprowadzano z zagranicy, a pracownikami byli najczęściej chłopi pańszczyźniani. W Warszawie prosperowały ludwisarnie, huty i kuźnice w Końskich, Fabryka Broni w Kozienicach, fajansu w warszawskim belwederze, fabryki sukien w Staszowie i Machnówce, fabryka dywanów w Nieświeżu, porcelany w Korcu, skór w Niemirowie, pasów w Słucku. Czynne były też kopalnie miedzi pod Kielcami, soli w Busku, marmurów w Dębniku.
W czasach stanisławowskich istniało około 250 zakładów, w tym: ok. 45 manufaktur włókienniczych, 4 wytwórnie wyrobów tytoniowych, 7 papierni, 10 krochmalni, 6 fabryk powozów, 9 garbarni i wytwórni wyrobów skórzanych, 9 zakładów wyrobów metalowych, 10 manufaktur szklarskich i fajansowych, 9 kopalni i warzelni soli. Istniały 42 wielkie piece, 4 płytkie kopalnie węgla kamiennego i 4 zakłady hutnicze metali kolorowych.

### Handel
W 1775 roku Rzeczpospolita zawarła traktaty handlowe z państwami zaborczymi. Najbardziej niekorzystny był traktat z Prusami, wprowadzający 12% cło w Fordonie na towary wywożone i przywożone do Polski. Po pierwszym rozbiorze Prusy kontrolowały 95% eksportu Rzeczypospolitej.
Handel stopniowo przechodził w ręce mieszczan. W 1776 roku przywieziono do Polski towary za 48 mln złotych, w tym wiele przedmiotów zbytku, wywieziono towary za 22 mln zł. Po odpadnięciu targów lwowskich, doroczne wielkie kontrakty odbywały się w Warszawie, Grodnie i Dubnie. Po utraceniu bezpośredniego kontaktu z Gdańskiem, w celu ożywienia polskiego handlu przez Morze Czarne, Antoni Protazy Potocki utworzył w 1783 roku Kompanię Handlową Polską.

### Finanse
W Rzeczypospolitej występowały dwie formy kredytu: kredyt banków kahalnych i kredyt w czasie kontraktów. W XVIII wieku banki kahalne miały w depozytach od 300 000 do 700 000 złotych polskich, złożonych przez magnatów świeckich i duchownych na 7-10% rocznie. Oprocentowanie pożyczek udzielanych przez kahały na finansowanie handlu dochodziło do 22%. W latach 1770–1772 król Prus Fryderyk II fałszował polską monetę i narzucał ją przemocą Gdańskowi, Pomorzanom i Wielkopolanom. Kredytem służyły banki Teppera, Blanca, Cabrita, Schultza, Arndta, Meisnera, jednak w 1793 roku doszło do załamania systemu bankowego w Rzeczypospolitej.

## Kwestie społeczne

### Sprawa włościańska
W 1768 roku odebrano dziedzicom prawo miecza nad chłopem. Częste były przypadki znoszenia pańszczyzny i zamieniania jej na czynsz. Konstytucja 3 maja wzięła chłopów w opiekę państwa. Wolność osobistą przyznał chłopom dopiero uniwersał połaniecki w 1794 roku.

### Sprawa mieszczańska
Wśród 1,2 mln mieszkańców miast Rzeczypospolitej, niecałe pół miliona stanowili mieszczanie polscy, większość stanowili Żydzi, obok których w miastach mieszkała, nieuznająca praw mieszczańskich szlachta. Zniesiono jednak niektóre jurydyki miejskie i serwitoriaty, a prawo o miastach z 1791 roku poszerzyło prawa polityczne mieszczan.

## Oświata
W czasach stanisławowskich podjęto próbę reformy nauczania uniwersyteckiego w duchu oświecenia. Uniwersytety miały stać się w zasadzie wyższymi szkołami zawodowymi. Komisja Edukacji Narodowej powołała w 1775 roku Towarzystwo do Ksiąg Elementarnych, zamawiające podręczniki, a szkoły wyższe i średnie miały stanowić jeden organizm. Komisja nie spotkała się jednak z przychylnością ogółu, a prowadzone przez nią szkoły nie cieszyły się popularnością.

## Oświecenie w Polsce, rozkwit kultury i sztuki
Na czasy stanisławowskie przypada kulminacja rozwoju oświecenia w Polsce. Stanisław August był mecenasem nauki, sztuki i literatury. Popierany przez króla program reform zyskał łamy Monitora Franciszka Bohomolca i Zabaw Przyjemnych i Pożytecznych Adama Naruszewicza. Nastąpił rozkwit malarstwa. Obok autorów cudzoziemskich takich jak: Bernardo Bellotto (Canaletto), Marcello Bacciarelli, Jan Piotr Norblin, Józef Maria Grassi, Giovanni Battista Lampi (starszy), powstała rodzima szkoła malarstwa, do której zaliczani są: Daniel Chodowiecki i Franciszek Smuglewicz. W architekturze zaznaczył się pewien zestaw cech stylowych znanych jako styl stanisławowski. Wielki wkład w rozwój poezji polskiej wniósł biskup warmiński Ignacy Krasicki, nazywany księciem poetów polskich. Biskup smoleński Adam Naruszewicz położył zasługi w rozwoju polskiej historiografii.